# Я-концепція
Я-конце́пція — динамічна система уявлень людини про саму себе, що включає усвідомлення своїх фізичних, інтелектуальних природних властивостей; самооцінку; суб'єктивне сприйняття, що характеризує вплив на власну особистість зовнішніх факторів. Вона формується під впливом досвіду кожного індивіда. Ця система становить основу вищої саморегуляції людини, на базі якої вона будує свої стосунки з навколишнім світом.

## Історія
Психологи Карл Роджерс і Абрахам Маслоу мали великий вплив на популяризацію ідеї Я-концепції на Заході. На думку Роджерса, кожна людина прагне досягти «ідеального Я». Він вважав, що людина самоактуалізується тоді, коли доводить собі, що вона достатньо здатна досягти своїх цілей і бажань, але для того, щоб повністю розкрити свій потенціал, людина має бути вихована у здоровому оточенні, яке складається зі «справжності, прийняття та емпатії», однак відсутність стосунків з людьми, які мають здорову особистість, зупинить людину від росту «як дерево без сонячного світла і води» і вплине на процес самоактуалізації особистості. Роджерс також висунув гіпотезу, що психологічно здорові люди активно відходять від ролей, створених очікуваннями інших, і натомість шукають підтвердження в собі.  З іншого боку, невротичні люди мають Я-концепції, які не відповідають їхньому досвіду. Вони бояться прийняти свій власний досвід як дійсний, тому спотворюють його, щоб захистити себе або отримати схвалення від інших.   

## Структура
«Я-концепція» — цілісний, хоча й не позбавлений внутрішніх суперечностей, образ власного Я, що виступає як установка щодо самого себе і який включає компоненти:
- когнітивний — образ своїх якостей, здібностей, зовнішності, соціальної значущості тощо (самосвідомості);
- емоційний — самоповага, самоприниження тощо;
- оцінково-вольовий — прагнення підвищити самооцінку, завоювати повагу тощо.

## Види
За своїм змістом «Я-концепція» може бути позитивною, негативною, амбівалентною.
Розрізняють також поняття «Я-реальне» та «Я-ідеальне», тобто те, якою людина є насправді і те, якою вона хоче бути. Якщо «Я — реальне» і «Я — ідеальне» не збігаються, у людини викликає невдоволення собою, розчарування, занижується самооцінка. В результаті чого вона може шукати нові способи поведінки, які дозволяють більше самоактуалізуватися.
Поняття «Я-концепції» виникло у 1950 році у руслі гуманістичної психології (феноменалістичної), представники якої (Абрахам Маслоу, Карл Роджерс і іншими), на відміну від біхевіористів і фрейдистів, прагнули до розгляду цілісного людського «Я» і його особистісного самовизначення мікросоціуму.
Значний вплив на встановлення цього поняття здійснили також такі вчені як: Чарлз Кулі, Джордж Мід і Ерік Еріксон. Однак перші теоретичні розробки в області я-концепції належать Уільяму Джеймсу, який розділив глобальне, особистісне Я (Self) на взаємодіюче Я-усвідомлююче (І) і Я-як об'єкт (Ме).
В концепції долеаналіза, категорії «Я» відводиться основоположна роль. Леопольд Сонді присвячує дослідженню «Я» окрему працю — «Я-аналіз», в якій описується весь шлях становлення і розвитку «Я»